# Connecticut Sun 2020
La stagione 2020 delle Connecticut Sun fu la 22ª nella WNBA per la franchigia.
Le Connecticut Sun arrivarono seconde nella Eastern Conference con un record di 10-12. Nei play-off vinsero il primo turno con le Chicago Sky (1-0), il secondo turno con le Los Angeles Sparks (1-0), perdendo poi in semifinale con le Las Vegas Aces (3-2).

## Roster
| N° | Naz.                   | Ruolo | Sportivo               | Anno | Alt. | Peso |
| -- | ---------------------- | ----- | ---------------------- | ---- | ---- | ---- |
| 1  | Stati Uniti (bandiera) | A     | Beatrice Mompremier    | 1996 | 193  | 86   |
| 2  | Stati Uniti (bandiera) | G     | Natisha Hiedeman       | 1997 | 1703 | 57   |
| 3  | Stati Uniti (bandiera) | GA    | Kaila Charles          | 1998 | 185  | 76   |
| 5  | Stati Uniti (bandiera) | G     | Jasmine Thomas         | 1989 | 175  | 66   |
| 17 | Stati Uniti (bandiera) | G     | Essence Carson         | 1986 | 183  | 74   |
| 20 | Stati Uniti (bandiera) | GA    | Briann January         | 1987 | 173  | 65   |
| 23 | Stati Uniti (bandiera) | A     | Kaleena Mosqueda-Lewis | 1993 | 180  | 82   |
| 24 | Stati Uniti (bandiera) | GA    | DeWanna Bonner         | 1987 | 193  | 65   |
| 25 | Stati Uniti (bandiera) | A     | Alyssa Thomas          | 1992 | 188  | 84   |
| 32 | Stati Uniti (bandiera) | G     | Bria Holmes            | 1994 | 185  | 77   |
| 42 | Stati Uniti (bandiera) | A     | Brionna Jones          | 1995 | 191  | 104  |
| 55 | Stati Uniti (bandiera) | AC    | Theresa Plaisance      | 1992 | 196  | 91   |
| 88 | Stati Uniti (bandiera) | G     | Jacki Gemelos          | 1988 | 183  | 75   |

## Staff tecnico
- Allenatore: Curt Miller
- Vice-allenatori: Brandi Poole, Chris Koclanes